# Окуєва Аміна Вікторівна
Ната́лія Ві́кторівна Нікі́форова, згодом Анастасі́я Мустафі́нова, у шлюбах Амі́на Ві́кторівна (Вахі́тівна) Оку́єва ; 5 червня 1983, Одеса, Українська РСР, СРСР — 30 жовтня 2017, Глеваха, Васильківський район, Київська область, Україна) — українська лікарка-хірургиня, громадська активістка та військовослужбовиця. Народна героїня України. Учасниця Революції гідності та війни на сході України у складі батальйону «Київ-2».

## Життєпис
Народилася 5 червня 1983 року в Одесі в сім'ї Ірини Анатоліївни Нікіфорової (до шлюбу Камінської), деякий час — співробітниці Південно-українського медіа-холдингу, і названого батька — Віктора Сергійовича Нікіфорова, музейного працівника, у 2000-ні директора одеського Музею західного і східного мистецтва. За твердженням Аміни Окуєвої, її біологічний батько був чеченцем, мати — полька з Північного Кавказу. З родиною мешкала у Москві та Грозному. З 1999 року брала участь у Другій чеченській війні на боці Чеченської Республіки Ічкерія. До України повернулася 2003 року, вступила до Одеського медичного університету, який закінчила за спеціалізацією загальна хірургія. Після здобуття вищої освіти працювала лікаркою-інтерном в Одесі.
З початком Євромайдану вступила до Самооборони, де була лікаркою 8-ї Афганської сотні. З початком війни на сході України, у липні 2014 року, вступила до лав батальйону «Київ-2», куди була записана фельдшеркою, проте за словами самої Окуєвої, медициною займалася мало. Брала участь в обороні Дебальцева, виконуючи бойові завдання поблизу Чорнухиного на Луганщині. Пізніше служила у батальйоні «Золоті ворота». Брала участь у створенні Миротворчого батальйону імені Джохара Дудаєва, служила прес-офіцеркою батальйону, домагалася надання батальйону офіційного статусу від МВС України.
Брала участь у парламентських виборах 2014 року, балотуючись за одномандатним виборчим округом № 136 у Суворовському районі Одеси (самовисунення), однак, до Верховної Ради України VIII скликання не потрапила, отримавши 3,72 % голосів виборців (9-те місце в окрузі).
1 червня 2017 року на вулиці Кирилівській у Києві на подружжя Адама Осмаєва і Аміни Окуєвої було скоєно замах: нападник під виглядом журналіста французького видання Le Monde під час зустрічі, перебуваючи в автомобілі разом із парою, відкрив вогонь. У результаті Осмаєв зазнав серйозних поранень. Окуєва не постраждала, зумівши чотири рази поцілити в кілера, що дозволило правоохоронцям його затримати. За словами Окуєвої, до замаху вони з чоловіком тричі зустрічалися з кілером, оскільки він представлявся журналістом, який готує матеріал про пару. За даними МВС, кілером може бути особа, пов'язана з главою Чечні Рамзаном Кадировим. Кілер мав при собі документи на ім'я громадянина України Дакара Олександра Вінустовича, але пізніше був опізнаний як Артур Денісултанов (Курмакаєв). За іншими даними також розглядалися дві версії щодо особистості кілера: згідно з однією, його прізвище — Вернер (прописаний в Одеський області), згідно з другою — Антіпов (прописаний у Козятині Вінницької області).
13 серпня 2017 року на майдані Незалежності у Києві військові окремого президентського полку розгорнули національний прапор Ічкерії. За словами ініціаторів акції, цей прапор розміром 22 на 33 метри є найбільшим у світі. На акцію прийшли бійці батальйону імені Джохара Дудаєва, зокрема і його колишня бійчиня Аміна Окуєва, а також представники кримськотатарського народу. Окуєва подякувала Україні за підтримку в боротьбі за свободу Ічкерії. За її словами, акція покликана показати, що ворогам не вдалося зломити «волю до перемоги і наш дух».

## Загибель
Аміна Окуєва загинула 30 жовтня 2017 року неподалік селища Глеваха у Київській області внаслідок отриманих поранень. Під час диверсійного нападу автомобіль, у якому перебували Осмаєв та Окуєва, було обстріляно на залізничному переїзді. Адам Осмаєв отримав поранення, проте вижив. За його словами, обстріл автомобіля тривав кілька секунд:
МВС України розглядає дві основні версії вбивства Окуєвої. За словами речника МВС Зоряна Шкіряка, за цим можуть стояти як російські спецслужби, так і чеченські військові. Вбивство було скоєно з рідкісної для України зброї, автомата чеської армії калібру 7,62×39 мм, його було виявлено за 600 м від місця вбивства. Автомат Sa vz. 58 виготовляли до 1984 року, а 2000 його було знято з озброєння.
Поховали Аміну Окуєву в Дніпрі 1 листопада 2017 року поруч із могилою Іси Мунаєва, відповідно до її заповіту. Від публічної церемонії прощання родина загиблої відмовилася, побоюючись, що захід може стати мішенню для терористів, а самі похорони відбувалися під охороною.
12 січня 2020 року прокуратурою Київської області спільно з ГУ НП в Київській області затримано групу кілерів, серед яких організатора вбивства. ДНК затриманого збіглося з ДНК на кинутій на місці злочину зброї. Було затримано Ігоря Редькіна, громадянина України 1964 року народження, раніше не судимого, що жив у Києві. Його зі спільниками підозрюють у двох убивствах: 2016 року керівника компанії «Caparol Україна» Павла Зможного та начальника управління реклами й оренди Київського метрополітену Павла Миленького. 17 вересня 2019 року підозрюваних вже затримували, але 19 вересня суддя Києво-Святошинського суду Максим Медведський відпустив з-під варти двох її учасників, серед них і Редькіна.
Підозрюваного в замаху на Окуєву та Осмаєва, заарештованого 2017 року, 13 січня 2020 було передано терористам з ДНР під час обміну полоненими. Інший підозрюваний, Ігор Редькін, залишався у СІЗО до 11 березня. За даними поліції, він незаконно отримав українське громадянство. Редькіна повторно заарештовано 15 січня 2020 разом з Андрієм Кравченком, якого також підозрюють у співучасті у вбивстві Окуєвої.
11 травня Редькіну продовжено термін арешту на 2 місяці. 20 травня слідчі оголосили підозру можливому організатору вбивства Окуєвої. Це доброволець і військовий медик, виходець із Чечні Салах Хумаїдов (1976 р.н.), його було оголошено в розшук. За даними слідства, він шукав безпосередніх виконавців злочину і забезпечив їх автомобілем.
У лютому 2020 року чеченський політемігрант Маміхан Умаров в інтерв'ю розповів, що з 2017 року співпрацював з українськими спецслужбами, зокрема, попередив Ігоря Мосійчука та Адама Осмаєва про одержання замовлення з Чечні на їх вбивство. Був головним свідком у справах: про напад на Аміну Окуєву і її чоловіка Адама Осмаєва (30 жовтня 2017 року невідомі розстріляли їхнє авто під Києвом — Окуєва загинула, Осмаєв зазнав поранення) та теракту в Києві під телеканалом «Еспресо» (25 жовтня 2017, на тоді ще народного депутата Мосійчука вчинили замах: його поранено, в результаті якого загинули кілька людей).
4 липня 2020 року поблизу Відня було вбито Маміхана Умарова, громадянина РФ чеченського походження, який просив політичного притулку в Австрії. Маміхан «Анзор» критикував президента Чечні Рамзана Кадирова і ймовірно був свідком у справі про вбивство Окуєвої.

## Особисте життя
2000 року Окуєва прийняла іслам. Згідно з релігійними переконаннями, носила хіджаб. Мотивом для участі у війні на Донбасі стала переконаність у тому, що Росія є спільним ворогом українців і чеченців. Після завершення війни планувала пов'язати подальше життя з військовою справою як військова медикиня або учасниця миротворчої місії.
Першим чоловіком був Іса Мустафінов до його смерті у 2000—2003 роках. Другим чоловіком був Іслам Тухашев (за документами — Окуєв), депортований з України за порушення режиму перебування іноземців та пізніше засуджений у Росії до довічного ув'язнення за вбивство співробітників російських спецслужб в Інгушетії.
З Адамом Осмаєвим познайомилася 2009 року; офіційно у шлюбі з ним не перебувала. Виховувала сина (нар. 2002).

## Нагороди
- Народний Герой України (13 жовтня 2015)[52]
- Нагородна вогнепальна зброя МВС України — пістолет Glock 43[53]

## Пам'ять
- 2019 року ім'я Аміни Окуєвої присвоєно вулиці Проектній 13119 у Шевченківському районі Києва[54][55][56]
- 3 грудня 2020 року в смт. Глеваха на Київщині було відкрито пам'ятний знак Аміні Окуєвій[57]
- Вулиця Аміни Окуєвої у місті Дніпро[58][59]
- У Львові на алеї героїнь у парку Богдана Хмельницького висаджено дерево в її пам'ять[джерело?].